# Province de Cercado (Tarija)
Pour les articles homonymes, voir Province de Cercado.
La province de Cercado est une des 6 provinces du département de Tarija, en Bolivie. Son chef-lieu est la ville de Tarija, qui est également la capitale du département.

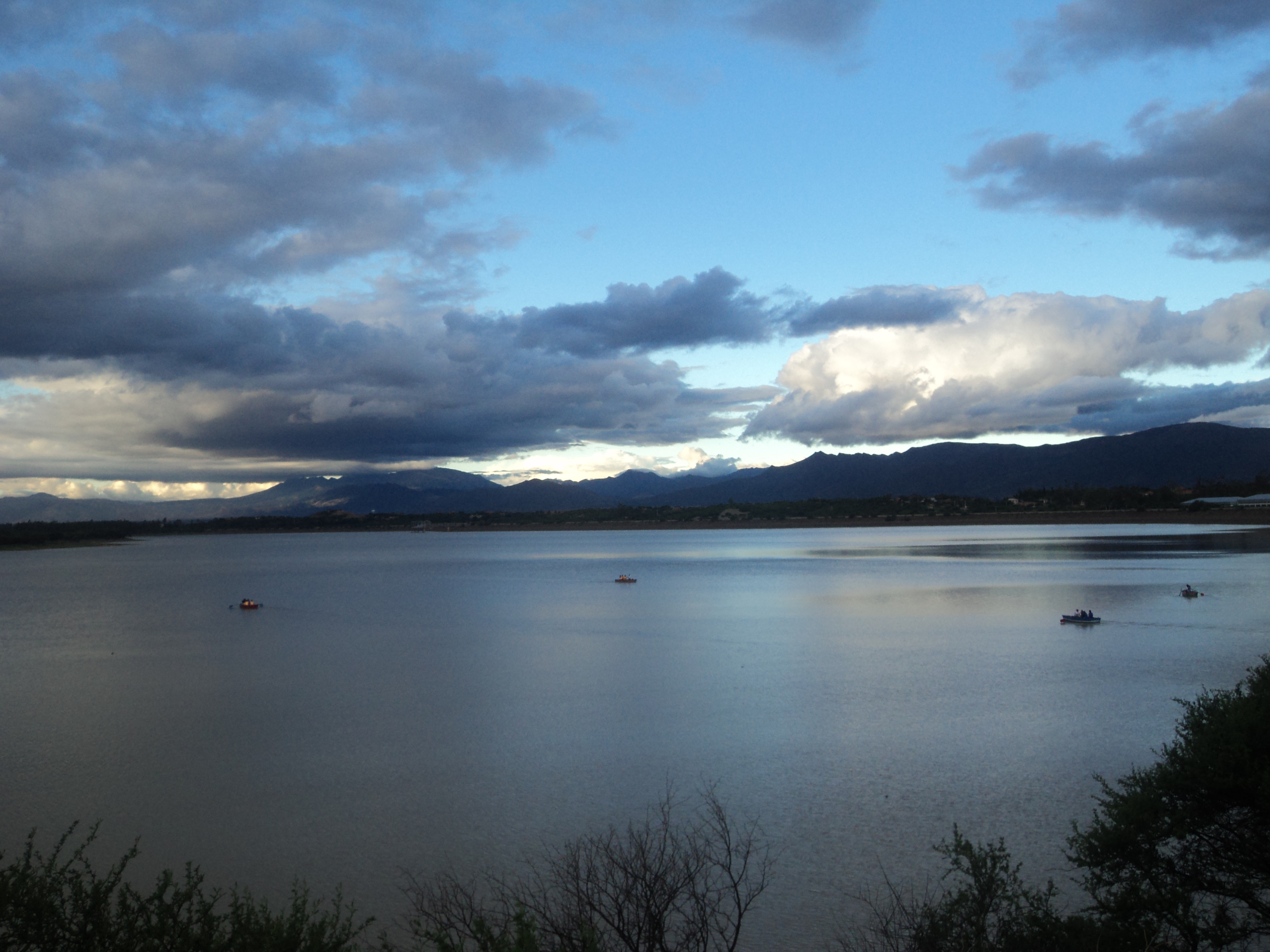
Vue sur le lac de San Jacinto au coucher du soleil